# عزانة (القطن)
'

تعديل مصدري - تعديل

عزانة هي إحدى قرى عزلة القطن بمديرية القطن التابعة لمحافظة حضرموت، بلغ تعداد سكانها 121 نسمة حسب تعداد اليمن لعام 2004.